# 中华人民共和国交通
中华人民共和国交通介绍中华人民共和国的交通运输概况。交通运输业长期贯穿在中华人民共和国历史中。中国交通基础设施经过多年的建设和发展已经颇具规模。目前，中国大陆已经建成了全球最大规模的高速铁路网和高速公路网。在中华人民共和国成立之前，整个中国大陆只有21800公里长的铁路；中华人民共和国成立后，政府逐步兴建了通达全国的铁路网，截至2024年底，中国国家铁路集团经营的铁路里程數共计16.2万公里，其中高速铁路占4.8万公里，高铁运营里程为世界第一
。与此同时，公路运输系统也在不断兴建。早在建国初期，中央人民政府就修筑了进入西藏的三条国道，并开始修筑全国的国道网。截至2022年，公路和高速公路總里程分別為528萬公里及16萬公里，中国拥有世界上最长的高速公路系統。
自改革开放后，中国大陆交通不断发展，普通民众已经可以购买汽车或机票，一些城市拥有了民用机场，有的超过一座。进入21世纪后，中国政府持续在交通方面作出努力。上海磁浮示范运营线于2002年开通，并于2006年正式运营，成为世界上第一条商业化运营的磁悬浮铁路。2010年，上海港成为全球第一大港口。在铁路建设方面，中国大陆政府先后修建了青藏铁路和宜万铁路。为应对2008年的经济危机，中央政府采取扩大内需的政策，公布全国高速铁路网计划，京沪高铁、沪杭客运专线等相继通车，目前高速铁路网还在大规模地建设中。
在几十年的发展中，中国大陆已经发展成为了一个由公路系统、铁路系统、航空系统组成的庞大交通网，在部分城市中还能够以地铁、快速公交系统出行，但是由于人口原因，中华人民共和国的交通还是呈东多西少分布，交通方式的地域差异仍然明显。重要的交通枢纽一般都在城市，交通线大多沿着人口密集区，河流分布。在人口稀少的乡村，人们更加愿意步行或借助摩托车出行。
现在，中华人民共和国铁路运输主要由中国国家铁路集团和国家铁路局管理，航空运输由中国民用航空局管理，其他及总体交通运输由中华人民共和国交通运输部管理。

## 铁路
中国大陆的铁路建设始于清朝末年，经过一个多世纪的建设和发展，中国大陆目前已经拥有世界第一的电气铁路网、以及全球最大规模的高速铁路网。铁路在中国大陆综合交通运输体系中处于骨干地位。在中国地域辽阔、人口众多、资源分布不均的现实条件下，经济、快捷的铁路交通成为一种受广泛使用的运输方式，也是能源、矿物等重要物资的重要运输方式。目前中华人民共和国的铁路就承担了85%的木材、85%的原油、60%的煤炭、80%的钢铁及冶炼物资的运输任务。2024年底，中国铁路营业里程达到16.2万公里，其中高铁4.8万公里。2024年全国铁路旅客发送量完成43.12亿人次，铁路货运发送量达51.75亿吨。
中国大陆第一条高速铁路是1999年兴建的秦沈客运专线。经过10多年的新线建设和旧线改造，中国大陆目前已经建成了世界上最大规模以及最高运营速度的高速铁路网。根据2024年9月的统计，中国高铁营业里程超4.6万公里，占世界高铁总里程的70%以上；其中，时速300—350公里的高铁运营里程2万公里，占比为43%；时速200—250公里的高铁运营里程2.6万公里，占比为57%，“八纵八横”高速铁路网主通道已建成约80%。

中国大陆营运中的铁路网，按设计时速划分。

|          | 干線通道       | 干線通道        | 长度（公里） | 組成線路 |
| -------- | -------------- | --------------- | ------------ | --- |
| 八纵通道 | 京哈通道       | 京哈通道        | 2344         | 京哈铁路，经滨洲铁路延伸至满洲里 途经：北京—沈阳—长春—哈尔滨—（满洲里） |

中國大陆營運中的鐵路網，按設計時速劃分。

| 八纵通道 | 東部沿海通道   | 東部沿海通道    | 4019         | 瀋大鐵路 - 烟大铁路轮渡 - 蓝烟铁路 - 胶新铁路 - 新长铁路 - 宣杭铁路 - 萧甬铁路 - 甬台温铁路 - 温福铁路 - 福厦铁路 - 鹰厦铁路 - 梅坎鐵路 - 广梅汕铁路 - 广茂铁路 - 黎湛铁路 途经：沈阳—鞍山—大连—烟台—青岛—临沂—新沂—淮安—盐城—南通—无锡—湖州—杭州—宁波—台州—温州—宁德—福州—厦门—龙岩—梅州—河源—广州—湛江 |
| 八纵通道 | 京滬通道       | 京滬通道        | 1463         | 京沪铁路途经：北京—天津—济南—徐州—南京—上海 |
| 八纵通道 | 京九通道       | 京九通道        | 2403         | 京九铁路（連接北京及深圳，經港鐵東鐵綫到香港九龍） 途经：北京—南昌—深圳—九龙 |
| 八纵通道 | 京廣通道       | 京廣通道        | 2324         | 京广铁路途经：北京—石家庄—郑州—武汉—长沙—广州 |
| 八纵通道 | 大湛通道       | 大湛通道        | 3108         | 同蒲铁路 - 太焦鐵路（ - 焦柳铁路 - 石长铁路 - 湘桂铁路 - 黎湛铁路） - 洛湛鐵路 途经：大同—太原—焦作—洛阳—石门县—益阳—永州—柳州—湛江 |
| 八纵通道 | 包柳通道       | 包柳通道        | 3011         | 包神鐵路 - 神延铁路 - 西延鐵路 - 西康鐵路 - 襄渝鐵路 - 川黔鐵路 - 黔桂鐵路 - 湘桂铁路 途经：包头—西安—重庆—贵阳—柳州—（南宁） |
| 八纵通道 | 蘭昆通道       | 蘭昆通道        | 2261         | 陇海铁路 - 宝成铁路 - 成昆铁路 途经：兰州—成都—昆明 |
| 八橫通道 | 京蘭通道       | 京蘭通道        | 3943         | 京包铁路 - 包兰铁路，经兰青铁路、青藏铁路延伸至拉萨 途经：北京—呼和浩特—兰州—（西宁—拉萨） |
| 八橫通道 | 煤運北通道     | 大同—秦皇岛通道 | 685          | 大秦铁路 |
| 八橫通道 | 煤運北通道     | 神木—黃驊通道   | 855          | 神黄铁路（神朔铁路 - 朔黃鐵路） |
| 八橫通道 | 煤運南通道     | 太原—青島通道   | 922          | 石太铁路 - 石德铁路，途经：太原—德州 邯長鐵路 - 邯濟鐵路 - 膠濟鐵路，途经：长治—济南—青岛 |
| 八橫通道 | 煤運南通道     | 侯馬—日照通道   |              | 侯月鐵路 - 新月铁路 - 新兗鐵路 - 兗石鐵路 途经：侯马—月山—新乡—兖州—日照 |
| 八橫通道 | 陸橋通道       | 陸橋通道        | 4120         | 陇海铁路 - 兰新铁路 - 北疆铁路 途经：连云港—徐州—郑州—兰州—乌鲁木齐—阿拉山口 |
| 八橫通道 | 寧西通道       | 寧西通道        | 1558         | 宁西铁路，经宁启铁路延伸至启东 途经：西安—南京—（启东） |
| 八橫通道 | 沿江通道       | 沿江通道        | 1893         | 達萬鐵路 - 宜万铁路 - 長荊鐵路 - 武九铁路 - 銅九鐵路 - 宁铜铁路 途经：重庆—武汉—九江—铜陵—芜湖—南京—（上海） |
| 八橫通道 | 滬昆（成）通道 | 滬昆（成）通道  | 2653         | 沪昆铁路，達成鐵路 - 遂渝鐵路 - 渝懷鐵路 途经：上海—杭州—金华—株洲—怀化（—重庆—成都）—贵阳—昆明 |
| 八橫通道 | 西南出海通道   | 西南出海通道    | 1700         | 南昆铁路 - 湘桂鐵路 - 黎湛铁路 途经：昆明—南宁—黎塘—湛江 |

## 公路

中国国家高速公路网

中国大陆高速公路起步于1980年代，沈大高速公路是中国大陸第一条开工建设的高速公路。1988年，仅长20公里的沪嘉高速公路通车，沈大高速公路131公里部分路段试通车。1998年是中国高速公路加快建设的里程碑，奠定了以后几年每年投资5千亿元人民币每年竣工5000公里的基础，高速公路通车里程达12.35万公里，超过加拿大，美国（8.8万公里）,位居世界第一。有21个省区市高速公路里程超过1000公里，其中，河南、山东两省突破4000公里，江苏、广东两省突破3000公里，河北、浙江、云南、湖北、安徽、陕西、江西七省超过2000公里。根据国务院通过的《国家高速公路网规划》，到2022年，中国大陆高速公路网超过16万公里，覆盖10多亿人口。
中国大陆公路截至2022年，公路和高速公路總里程分別為528萬公里及16萬公里.

## 航空

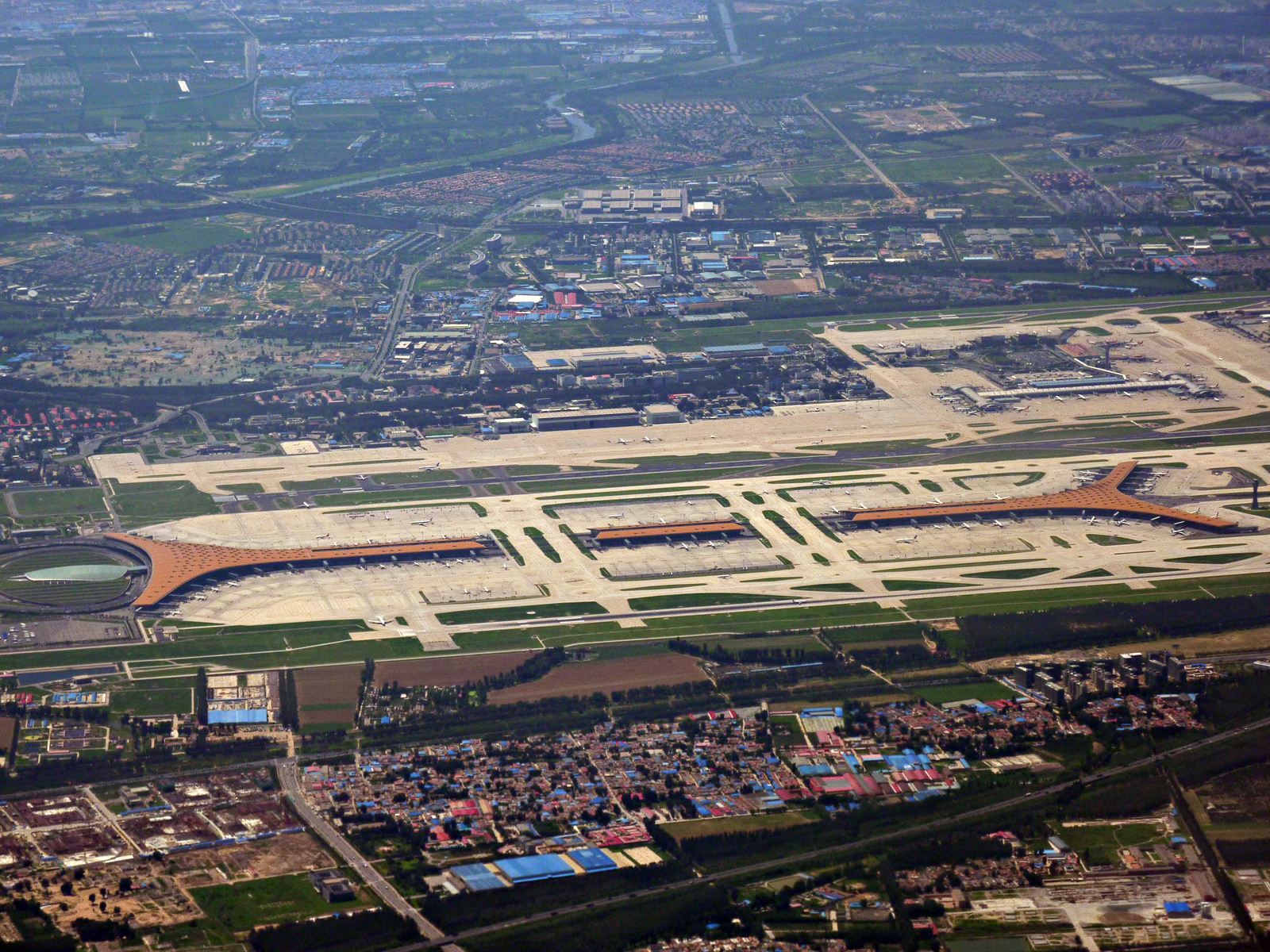
北京首都国际机场T3航站楼

2018年，中国航空运输完成货邮吞吐量1674.0万吨，较上年增长3.5%。分航线看，国内航线完成1030.8万吨，较上年增长3.1%（其中中国大陆至香港、澳门和台湾航线完成99.3万吨，较上年增长0.3%）；国际航线完成643.2万吨，较上年增长4.1%。
2018年，中国共有定期航班航线里程838万公里。
2018年，中国机场，全年旅客吞吐量超过12亿人次，完成126468.9万人次，较上年增长10.2%。分航线看，国内航线完成113842.7万人次，较上年增长9.9% （其中中国大陆至香港、澳门和台湾航线完成2872.7万人次，较上年增长6.0%）；国际航线完成12626.1万人次，较上年增长13.0%。完成飞机起降1108.8万架次，较上年增长8.2%（其中运输架次为937.3万架次，较上年增长7.4%）。分航线看，国内航线完成1015.6万架次，较上年增长8.3%（其中内地至香港、澳门和台湾地区航线完成19.7万架次，较上年增长2.3%）；国际航线完成93.3万架次，较上年增长7.3%。
截至2022年底，中国共有颁证民用航空运输机场254个（不含港澳台）。拥有众多4F级大型国际机场，包括北京首都国际机场，北京大兴国际机场，上海浦东国际机场，广州白云国际机场，成都天府国际机场，重庆江北国际机场，昆明长水国际机场，深圳宝安国际机场，青岛胶东国际机场等。

## 水运
截至2015年年底，全中国大陆地区的港口拥有生产性码头泊位3.13万个，其中万吨级及以上泊位2221个，煤炭、原油、金属矿石、集装箱等专业化泊位达1173个。内河航道通航里程达12.7万公里，等级航道占52.2%，高等级航道达标里程1.36万公里，初步建成了以“两横一纵两网十八线”为主体的内河航道体系。
- 五大港口群：长江三角洲港口群、珠江三角洲港口群、渤海湾港口群、东南沿海港口群、西南沿海港口群

- 主要港口（包括海港和内河港口）：丹东、大连、营口、锦州、葫芦岛、秦皇岛、唐山、天津、烟台、青岛、日照、连云港、上海、宁波、温州、泉州、厦门、汕头、深圳、广州、湛江、防城港、海口、苏州、南京、南通、福州、重庆、福州、武汉、南昌、香港、澳门等。

- 商船总计：1850艘，（1,000 GRT以上）18,724,653 GRT/27,749,784 DWT 。
- 商船类型：邮轮2艘，散装轮355艘，货轮822艘，化学品运输船28艘，联合散装轮10艘，矿物和石油运输轮2艘，集装箱货轮165艘，液化气运输船28艘，大型多功能运输船8艘，客轮6艘，客货混装轮46艘，油轮272艘，机车运输轮1艘，冻货运输轮27艘，软金属轮25艘，短程客轮39艘，专用油轮10艘，交通工具运输船4艘。
- 中国大陆境外拥有：柬埔寨1艘，希腊2艘，香港12艘，日本1艘，南非2艘，利比里亚1艘，马来西亚1艘，巴拿马1艘，台湾2艘，坦桑尼亚1艘。
- 其它国家注册：790（2004年）

## 管道
截至2015年年底，全中国大陆地区的陆上油气管道总里程达11.2万公里，初步形成了覆盖全国31个省（区、市）的原油、成品油和天然气三大主干网络和“西油东送、北油南运、西气东输、北气南下、海气登陆”的油气输送网络。

## 邮政
截至2015年年底，全中国大陆地区的邮路总条数达2.5万条，邮路总长度（单程）达637.6万公里，邮政普遍服务营业场所总数达5.4万处，村邮站总数达21万个。快递服务营业网点达18.3万处，网路总长度（单程）达2370.5万公里。 